# Artana
Artana là một đô thị trong tỉnh Castellón, Cộng đồng Valencia, Tây Ban Nha. Đô thị Artana có diện tích 36,3 km², dân số theo điều tra năm 2010 của Viện thống kê quốc gia Tây Ban Nha là 1971 người. Đô thị Artana nằm ở khu vực có độ cao 261 mét trên mực nước biển.